# Реакція Дікмана
Реакція Дікмана (рос. реакция [конденсация] Дикмана, англ. Dieckmann reaction [condensation])
Внутрішньомолекулярна конденсація естерів двоосновних карбонових кислот в основному середовищі з утворенням циклічних
β-кетоестерів.
Синонім — конденсація Дікмана.
Механізм реакції
| Анімація реакції         |
| Анімація реакції Дікмана |

: